# Yes I Can
A Yes I Can Bonnie Tyler 2025. január elsején megjelent kislemeze. A dalt két nashville-i szerző, Bill DiLuigi és Hannah McNeil írta. Producere David Mackay, aki Bonnie korábbi két albumát is készítette.
 Ez a dal arról szól, hogy megtaláld az erődet és higgy magadban és remélem mindenkit inspirálni fog, akinek szüksége van erre a lendületre.

## Háttér és kiadás
Bonnie 2023 áprilisában egy TV interjúban elárulta, hogy több új dal felvételét tervezi. 
2024. decemberében a német schlagerplus.de-nek adott interjúban egy új dalról árult el részleteket, annak apropóján, hogy 2025. májusában németországi koncertkörútján már új dalokat is felvesz a repertoárba. Az első új dal videoklipjét már el is készítették és év végén jelenik majd meg. Hozzátette, hogy a második kislemez legkésőbb májusig megjelenik. 
2024. december 27.-én Bonnie valamennyi közösségi platformján egy rövid 15 másodperces részletet töltött fel az új dal videoklipjéből és hivatalossá vált, hogy a dalpremier szilveszter éjjel lesz a Silvester-Schlagerbooom című zenés óévbúcsúztató showműsorban. Szilveszter előtt két nappal, már egy hosszabb részletet mutatott meg rajongóinak az új dalból. December 31-én éjfél előtt 20 perccel pedig már a müncheni FC Bayern kosárlabda arénában 70 ezer ember előtt mutatta be a Yes I Can-t valamint egy medleyt. A műsort élőben közvetítette a német ARD, az osztrák ORF és a svájci SRF televízió is.  
A kislemez csak digitális formában 2025. január 1.-én jelent meg ahogy a hivatalos videoklip is. A klipben Bonnie homokórák között illetve a zenei díjaival és karrierjének fontosabb állomásait bemutató fotóival szerepel. A képek között gyerekkori és esküvői fotói illetve Bon Jovival, Chris Normannel és Suzy Quatroval közös képen is látható.

## Fogadtatása
A dal videoklipje a megjelenést követő napokban napi 50 ezres megtekintést kapott a Youtube-on. Egy héttel a megjelenés után már 300 ezres megtekintésnél járt. 
A francia La Parisienne Life úgy fogalmaz, hogy húsz év telt el azóta, hogy új slágerrel egészíttette ki karrierjét (itt a szerző a 2004-ben Franciaországban listavezező Si Demain... (Turn Around) című dalára gondol, ami 12 hétig volt a francia toplista első helyén) de az eltelt két évtizedben Bonnie nem tétlenkedett. 2013-ban az Eurovízión próbált szerencsét. Bonnie most újra visszatért egy erőteljes, felemelő dallal, ami kétsgételenül az énekesnő legjobbjai közé lépett elő az elmúlt évtizedek után, így Bonnie ismét képes lehet visszaszerezni közkedveltségét. Mindenesetre hangilag és zeneileg is megtaláljuk a 80-as években annyira szeretett énekesnő energiáját. 
Az indonéz Creative Disc Bonnie Tyler erőteljes himnuszának aposztrofálja a Yes I Can-t. Az énekesnő 2021-es The Best Is Yet To Come és a 2024-es In Berlin, valamint az azt követő öt kislemez után tért vissza új dallal, amely keménységet és eltökéltséget mutat és Bonnie jellegzetes hangját modern csavarral ötvözi. 
Az Eurovíziós előadókkal foglalkozó wiwibloggs.com továbbra is ikonikus figurának írja le Bonniet, mint brit zenei legendát. Szeretettel emlékeznek vissza a 2013-as eurovíziós szereplésére és még mindig inspirál új zenékkel. Bonnie egy ragyogó és felemelő, optimizmussal teli új dallal nyitja az évet. Az életről, magabiztosságról és rugalmasságról szóló zenei videó kíséretében a szám tökéletesen megragadja Bonnie tagadhatatlan karizmáját. 
A brit Classic Rock magazin hétről hétre internetes szavazást tart az éppen aktuális, frissen megjelent dalokról. 2025-ös év első közönségszavazását (Tracks of the Week) a Yes I Can nyerte meg, 38,3 százalékkal. Még több motiváció, a telitorokból rockballadákat éneklő walesi csodától, vagyis Bonnie Tylertől, aki itt van hogy bulizzon mint ha  1983-ban lenne a 2025-ös évek fényes popprodukciójával - írja a dal értékelésében a Classic Rock. Majd felteszi a kérdést, hogy ugyanolyan jó e, mint a Total Eclipse of the Heart? Nem, de sokkal jobb annál, mint amire a pályafutásának ebben a szakaszában számíthatnunk. Hatalmas érzések, letisztult grandiózusság, perzselő gitárszóló és ami igazán döntő jelentőségű, hogy Bonnie Tyler kirobbanó teljesítménnyel, csipetnyi szívfájdalommal és reménnyel adja elő. 

## Toplista
Január 2-án már az iTunes toplistáira is felkerült a dal. Németországban folyamatosan előre kúszott a listán, egészen a 37. pozicióig, majd stagnált a TOP50-ben. Dániában a 19. Svájcban pedig a 39. helyig jutott a megjelenést követő négy napban. 
| iTunes Toplista | Csúcspozíció |
| --------------- | ------------ |
| Dánia           | 19           |
| Magyarország    | 23           |
| Németország     | 37           |
| Svájc           | 39           |
| Svédország      | 93           |
| Belgium         | 129          |
| Norvégia        | 133          |
| EU TOP          | 145          |
| Ausztria        | 167          |
| Hollandia       | 185          |
| Fülöp-szigetek  | 187          |
| Worldwide TOP   | 190          |
| UK              | 191          |

| Amazon Toplista                         | Csúcspozíció |
| --------------------------------------- | ------------ |
| Best Seller In Pop Songs Amazon DE      | 1            |
| Hot New Releases in Pop Songs Amazon UK | 1            |
| Hot New Releases (DE)                   | 3            |
| Top Singles (DE)                        | 14           |

## Közreműködők
- Bonnie Tyler:ének
- David Mackay: producer, hangmérnök, szintetizátor, kiegészítő ütőhangszerek, háttérének
- Patrick Schmiderer: producer, hangmérnök, mixmérnök, szintetizátor, Hammond orgona, kiegészítő ütőhangszerek
- Christofer Kaufmann: gitár
- Bob Jenkins: dob
- Miriam Stockley: háttérének
- Rod Houison: Miriam Stockley hangmérnőke